# Aria (album Gianna Nannini)
Aria, pubblicato nel 2002, è un album della cantautrice italiana Gianna Nannini. pubblicato su etichetta Polydor Records.

## Descrizione
In questo album Gianna Nannini si avvale della collaborazione della scrittrice Isabella Santacroce, con cui ha scritto tutti i testi, e del programmatore Christian Lohr che ha contribuito a dare uno stile diverso da quello che di solito caratterizza la produzione della cantautrice. Collabora anche Mauro Pagani suonando il mandolino nei brani Uomini a metà e Meravigliosamente crudele. I due singoli Aria e Uomini a metà hanno fatto da traino per il lancio pubblicitario del disco, a cui ha fatto seguito il singolo "Volo".
Aria è presente in una versione più corta rispetto all'originale del 2001 proveniente dall'album Momo alla conquista del tempo.

## Tracce
(testi e musiche di Gulisano, Marletta, Nannini, Oliveri, Santacroce, eccetto tracce 3, 6 e 8 di Nannini, Santacroce, Sartori)
1. Volo - 4:10
2. Uomini a metà - 4:15
3. Aria (Radio Version) - 3:50
4. DJ Morphine - 5:15
5. Sveglia - 3:32
6. Immortale - 4:57
7. Crimine d'amore - 4:49
8. Meravigliosamente crudele - 5:22
9. Mio - 4:23
10. Amore cannibale - 4:05
11. Battiti e respiri - 4:11
12. Un dio che cade - 5:10
13. Nuova era - 2:25

## Musicisti
- Gianna Nannini - voce, chitarra
- Peter Kaiser - basso
- Walter Kaiser - batteria
- Armand Volker - tastiera, programmazione, chitarra
- Adrian Weyermann - chitarra
- Thomas Fessler - chitarra acustica
- Raffaele Gulisano - basso
- Dominik Rugger - chitarra
- Christian Lohr - tastiera, synth
- Tommaso Marletta - chitarra
- Davide Oliveri - batteria
- Mauro Pagani - flauto, mandolino
- Pino Zimba - percussioni
- The London Session Orchestra - archi
- Will Malone - archi

## Promozione
| Video Promo   | Singolo       | Radio Promo   | Data di uscita | FIMI - Classifica Ufficiale Singoli |
| Aria          | Aria          | Aria          | gennaio 2002   | # 19                                |
| Uomini a metà | Uomini a metà | Uomini a metà | marzo 2002     |                                     |

## Classifiche

### Classifiche settimanali
| Classifica (2002) | Posizione massima |
| ----------------- | ----------------- |
| Europa            | 69                |
| Italia            | 7                 |
| Svizzera          | 29                |